# Les Sorcières (film, 1967)
Pour les articles homonymes, voir Les Sorcières.
Pour plus de détails, voir Fiche technique et Distribution.
Les Sorcières (titre original : Le streghe) est un film à sketches franco-italien sorti en 1967.
Réalisateurs : 
- Luchino Visconti – 1er sketch : La Sorcière brûlée vive (La strega bruciata viva)
- Mauro Bolognini – 2e sketch : Sens civique (Senso civico)
- Pier Paolo Pasolini – 3e sketch : La Terre vue de la Lune (La Terra vista dalla luna)
- Franco Rossi – 4e sketch : La Sicilienne (La siciliana)
- Vittorio De Sica – 5e sketch : Une soirée comme les autres (Una sera come le altre)

## Synopsis
Cinq regards latins sur des comportements féminins étranges au XXe siècle.

### 1ersketch:La Sorcière brûlée vive
Un hiver, en Autriche, une célèbre actrice passe la soirée avec quelques amis. Mais, à la suite d'un malaise, une fois démaquillée et défaite de ses artifices, puis après plusieurs révélations, elle s’en trouve transformée…

### 2esketch:Sens civique
Une automobiliste pressée est contrainte de transporter d’urgence un conducteur choqué à l’hôpital. Elle va utiliser le stratagème du véhicule prioritaire (un mouchoir blanc) à ses propres fins…

### 3esketch:La Terre vue de la lune
Un vieil homme, accompagné de son grand nigaud de fils, est agenouillé devant la tombe de son épouse, morte après avoir mangé des champignons empoisonnés. Aussitôt, ils se mettent à la recherche d'une femme pour remplacer cette mère et épouse. Avant tout, ils se mettent d'accord pour qu'elle ne soit pas rousse ! Au bout d'un an, ils finissent par trouver une très jolie jeune femme, sourde et muette. Pour réunir plus d'argent et améliorer leur habitation (une pauvre baraque en zone industrielle), ils organisent un faux suicide de la jeune épousée, du sommet du Colisée. Malheureusement, celle-ci glisse sur une peau de banane et meurt réellement.

### 4esketch:La Sicilienne
Une vendetta s’achève dans le sang alors que les antagonistes ont oublié qu’elle a été déclenchée, à l'origine, par une femme prétendant avoir été déshonorée par un homme du village d’à côté.

### 5esketch:Une soirée comme les autres
Giovanna est délaissée depuis plusieurs années par son mari Charlie, un homme désabusé. Elle se réfugie dans un monde imaginaire où elle se voit en femme convoitée par des super héros.

## Fiche technique

### Caractéristiques techniques communes
- Titre original : Le streghe
- Titre français : Les Sorcières
- Décors : Mario Garbuglia, Piero Poletto
- Costumes : Piero Tosi
- Photographie : Giuseppe Rotunno
- Son : Vittorio Trentino
- Musique : Ennio Morricone, Piero Piccioni
- Pays de production :  Italie,  France
- Langue de tournage : italien
- Producteur : Dino De Laurentiis
- Sociétés de production : Dino De Laurentiis Cinematografica (Italie), Les Productions Artistes Associés (France)
- Sociétés de distribution : Dear Film, United Artists (France)
- Format : 35 mm — couleur par Deluxe – 1.66:1 – son monophonique (Westrex Recording System)
- Genre : comédie dramatique
- Durée : 113 minutes
- Dates de sortie :
  - Italie : 22 février 1967
  - France : 23 août 1967
- (fr) Classifications CNC : tous publics, Art et Essai (visa d'exploitation no 32764 délivré le 7 août 1967)
- Affiche : Jouineau Bourduge (France)

### 1ersketch:La Sorcière brûlée vive
- Titre original : La strega bruciata viva
- Réalisation : Luchino Visconti
- Scénario : Giuseppe Patroni Griffi, Cesare Zavattini
- Montage : Mario Serandrei
- Durée : 37 min

### 2esketch:Sens civique
- Titre original : Senso civico
- Réalisation : Mauro Bolognini
- Scénario : Mauro Bolognini, Agenore Incrocci, Furio Scarpelli, Bernardino Zapponi
- Montage : Nino Baragli

### 3esketch:La Terre vue de la lune
- Titre original : La Terra vista dalla luna
- Réalisation : Pier Paolo Pasolini, assisté de Sergio Citti et Vincenzo Cerami
- Scénario : Pier Paolo Pasolini
- Musique additionnelle : extraits de Nabucco de Giuseppe Verdi
- Montage : Nino Baragli
- Sculptures : Pino Zac
- Durée : 31 min

### 4esketch:La Sicilienne
- Titre original : La siciliana
- Réalisation : Franco Rossi
- Scénario : Roberto Gianviti, Luigi Magni, Franco Rossi
- Montage : Giorgio Serrallonga

### 5esketch:Une soirée comme les autres
- Titre original : Una sera come le altre
- Réalisation : Vittorio De Sica
- Scénario : Fabio Carpi, Enzo Muzii, Cesare Zavattini
- Montage : Adriana Novelli

## Distribution
Silvana Mangano est le fil rouge, héroïne de tous les sketches. 

### 1ersketch:La Sorcière brûlée vive
- Silvana Mangano : Gloria
- Annie Girardot : Valeria
- Francisco Rabal : le mari de Valeria
- Massimo Girotti : le sportif
- Véronique Vendell : la petite amie
- Marilù Tolo : la serveuse
- Helmut Berger : le jeune homme à l’hôtel
- Nora Ricci : la secrétaire de Gloria
- Clara Calamai : l'ex-actrice

### 2esketch:Sens civique
- Silvana Mangano : l’automobiliste pressée
- Alberto Sordi : le camionneur commotionné

### 3esketch:La Terre vue de la lune
- Silvana Mangano : Assurdina Caì
- Totò : Ciancicato Miao
- Ninetto Davoli : Baciu Miao
- Mario Cipriani : le prêtre
- Le couple de touristes : 
  - Laura Betti : caricature d'Oliver Hardy
  - Luigi Leoni : caricature de Stan Laurel

### 4esketch:La Sicilienne
- Silvana Mangano : Nunzia
- Pietro Tordi : le père de Nunzia

### 5esketch:Une soirée comme les autres
- Silvana Mangano : Giovanna
- Clint Eastwood : Charlie
- Valentino Macchi : l’homme du stade
- Gianni Gori : Diabolik
- Paolo Gozlino : Mandrake
- Franco Moruzzi : Sadik (en)
- Angelo Santi : Flash Gordon
- Pietro Torrisi : Batman